# راي هيرمان (عازف جاز)
راي هيرمان (بالإنجليزية: Ray Herrmann)‏ هو عازف جاز أمريكي، ولد في 14 أغسطس 1950.

## وصلات خارجية
- راي هيرمان على موقع ميوزك برينز (الإنجليزية)
- راي هيرمان على موقع أول ميوزيك (الإنجليزية)
- راي هيرمان على موقع ديسكوغز (الإنجليزية)